# Hartmut Koblischke

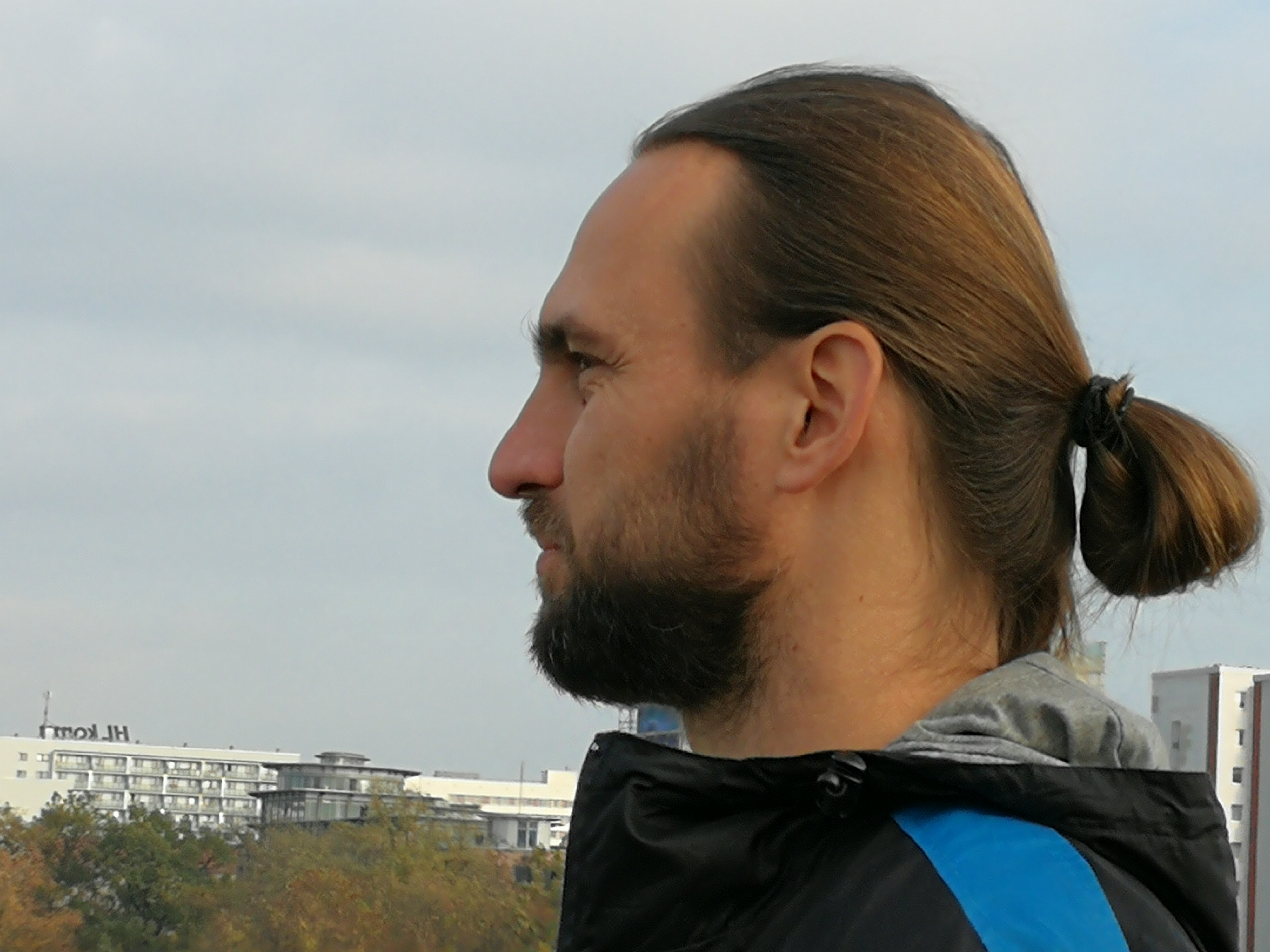
Hartmut Koblischke 2018

Hartmut Koblischke (* 1974 in Berlin-Lichtenberg) ist ein deutscher Politiker und ehemaliger Abgeordneter im Landtag Sachsen-Anhalt (PDS, dann Die Linke).
Koblischke besuchte bis 1990 die Polytechnische Oberschule in Aschersleben. Er begann anschließend eine Ausbildung als Landschaftsgestalter und absolvierte von 1991 bis 1995 eine Fachschulausbildung als Erzieher in Ballenstedt. In Aschersleben arbeitete er 1995/1996 in einem Behindertenwohnheim. 1996 wurde er zur Bundeswehr eingezogen, verweigerte den Wehrdienst jedoch. 1997 bis 1999 war er Einzelhändler in Aschersleben. Bis 2002 folgten Erziehungsjahre für seine Kinder. Daneben war er als Dozent für Zivildienstleistende bei der Diakonie tätig. 2002/2003 arbeitete er als Erzieher in einem Kindergarten. 2004 erhielt er einen befristeten Vertrag als pädagogischer Leiter eines selbstverwalteten Vereins- und Jugendprojekthauses. Als Nachrücker für Petra Sitte gehörte er dem Landtag Sachsen-Anhalt von 2005 bis 2006 an.
Koblischke ist verheiratet und hat drei Kinder.